# 森秀人
森 秀人（もり ひでと、1933年4月15日 - 2013年6月15日）は、日本の評論家。本名は秀男（演劇評論家の森秀男とは別人）。

## 略歴
東京出身。早稲田高等学院卒。
1958年、三一書房の評論募集に入選。1959年、加太こうじ、鶴見俊輔、佐藤忠男、虫明亜呂無、邑井操らと大衆芸術研究会を創設。
1962年に松田政男、山口健二、川仁宏らが企画した自立学校で、谷川雁、吉本隆明、埴谷雄高、黒田寛一、栗田勇らとともに講師をつとめた。自立学校にはスタッフに平岡正明、学生に唐十郎、宮原安春、諸富洋治、赤瀬川原平、鈴木忠志らがいた。平岡正明・宮原安春は、森の弟子になる。
『思想の科学』編集長を、1963年7月号から1964年4月号までつとめる。1963年に平岡・安原が犯罪者同盟の機関誌の単行本『赤い風船あるいは牝狼の夜』を刊行し、猥褻図画頒布の容疑で警視庁から指名手配を受け、警視庁戸塚警察署に逮捕された際には、森が身元引受人となっている。
月刊『七宝芸術』編集長ののち、評論活動に専念する。当初は沖縄自立論を唱え既成左翼の「祖国復帰」論を厳しく批判する新左翼の論客であったが、現在は『釣魚大全』を翻訳した釣り師として一部で知られる存在である。考古学・民俗学・釣りなどの著書がある。
2013年逝去。

## 著書
- 『反道徳的文学論』（三一新書) 1959
- 『アイデアの秘訣 才能を生かす技術』（三一新書) 1962
- 『甘蔗伐採期の思想 組織なき前衛たち』（現代思潮社） 1963
- 『大衆文化史 日本人の性と生活』（産報ノンフィクション) 1964
- 『日本の大衆芸術』（大和書房、大和選書) 1964
- 『性的時代』（三一新書) 1965
- 『現代の逆臣 宝石に挑戦した男たち』（ダイヤモンド社） 1966
- 『遊民の思想』（虎見書房） 1968
- 『埋もれた銅鐸』（紀伊国屋新書) 1970
- 『沖縄怨歌・崩壊への出発 甘蔗伐採期の思想』（現代思潮社） 1971
- 『いま何を読むか 読書人生論』（実務教育出版） 1971
- 『乱世の知識人 孤悲と佇立の世界』（現代思潮社） 1972
- 『神話の発掘』（三一書房） 1975
- 『蛆の乞食よ目をさませ 本物の教祖・北村サヨの生涯』（大和出版販売） 1975
- 『荒野の釣師』（二見書房、釣魚名著シリーズ）、のち平凡社ライブラリー 1976.12
- 『私本釣魚大全』（角川選書） 1979.11
- 『大黄河を釣る 幻の怪魚を求めて 中国大陸釣行記』（小学館、写楽books） 1981.6
- 『釣りの科学 新しい釣魚学入門』（講談社、ブルーバックス） 1981.7
- 『七宝文化史』（近藤出版社） 1982.3
- 『古代史論争 日本の青銅器文化』（朝日選書） 1982.4
- 『大学生のための読立読歩50冊 本との出会い、自己との対話』（実務教育出版) 1982.4
- 『実録・我が草莽伝 知識人たちの終宴』（東京白川書院） 1982.5
- 『黄河の覇王 太公望のナゾ』（講談社） 1982.1
- 『釣りの夢魚の夢』（筑摩書房、ちくま少年図書館） 1983.7
- 『日本縦断男の釣り わが釣魚大全』（立風書房、マンボウブックス） 1983.9
- 『フィッシング・サイエンス ハイ・テク時代の釣魚学』（講談社、ブルーバックス） 1985.3
- 『笑う魚 釣魚大全以後』（筑摩書房） 1993.7
- 『族長たちの墓碑銘 古事記誕生史話』（作品社） 1994.3
- 『白鳳の阿修羅 足で歩き続けた古代史』（現代企画室） 1998.7

### 共編著
- 『現代日本の底辺』全4巻（秋山健二郎, 山下竹史共編、三一書房、三一新書） 1960
  - 「最下層の人々」「行商人と日雇い」「不安定就労者」「零細企業の労働者」
- 『恐るべき労働』全4巻（秋山健二郎共編著、三一書房、三一新書） 1961
  - 「山峡に働く人びと」「恐怖の労働」「海に生きる人びと」「農山村の底辺」
- 『ぶっつけ人生論』（加太こうじ共著、三一新書） 1961
- 『日本の大衆芸術 : 民衆の涙と笑い』（加太こうじ, 浅井昭治, 佐藤忠男, 虫明亜呂無, 柳田邦夫, 邑井操, 鶴見俊輔共著、現代教養文庫） 1962
- 『読書啓発 自己革新のための本の活用』（上田敏晶共著、実務教育出版、ヤングビジネスマンのために） 1967
- 『ひたすら渓流釣り』（世界文化社） 1995.9
- 『集成日本の釣り文学』第8巻（伊藤桂一, 高橋治共編、作品社） 1996.8

## 翻訳
- 『釣魚大全』（アイザック・ウォルトン、虎見書房） 1970、のち角川選書

## 参考
- 日本人名大辞典